# Delia ancylosurstyla
Delia ancylosurstyla är en tvåvingeart som beskrevs av Xue 2002. Delia ancylosurstyla ingår i släktet Delia och familjen blomsterflugor.
Artens utbredningsområde är Gansu (Kina). Inga underarter finns listade i Catalogue of Life.